# Terefe Yae
Terefe Yae (* 12. Februar 1981) ist ein äthiopischer Marathonläufer.
Bei seiner Premiere, dem Berlin-Marathon 2004, wurde er versehentlich von den Organisatoren in den Startblock der Hobbyläufer eingeteilt. Obwohl er mehr als 9000 Läufer überholen musste, kam er noch in 2:17:29 auf den 26. Platz. 2005 siegte er beim Rock ’n’ Roll Arizona Marathon und stellte als Zehnter in Berlin seine Bestzeit von 2:12:07 auf. 2006 wurde er Zweiter in Arizona und Vierter in Berlin, 2007 siegte er in Arizona ein zweites Mal.
2009 wurde er Zweiter beim Las-Vegas-Marathon, und 2010 triumphierte er zum dritten Mal beim Rock ’n’ Roll Arizona Marathon.